# Fokföldi keselyű

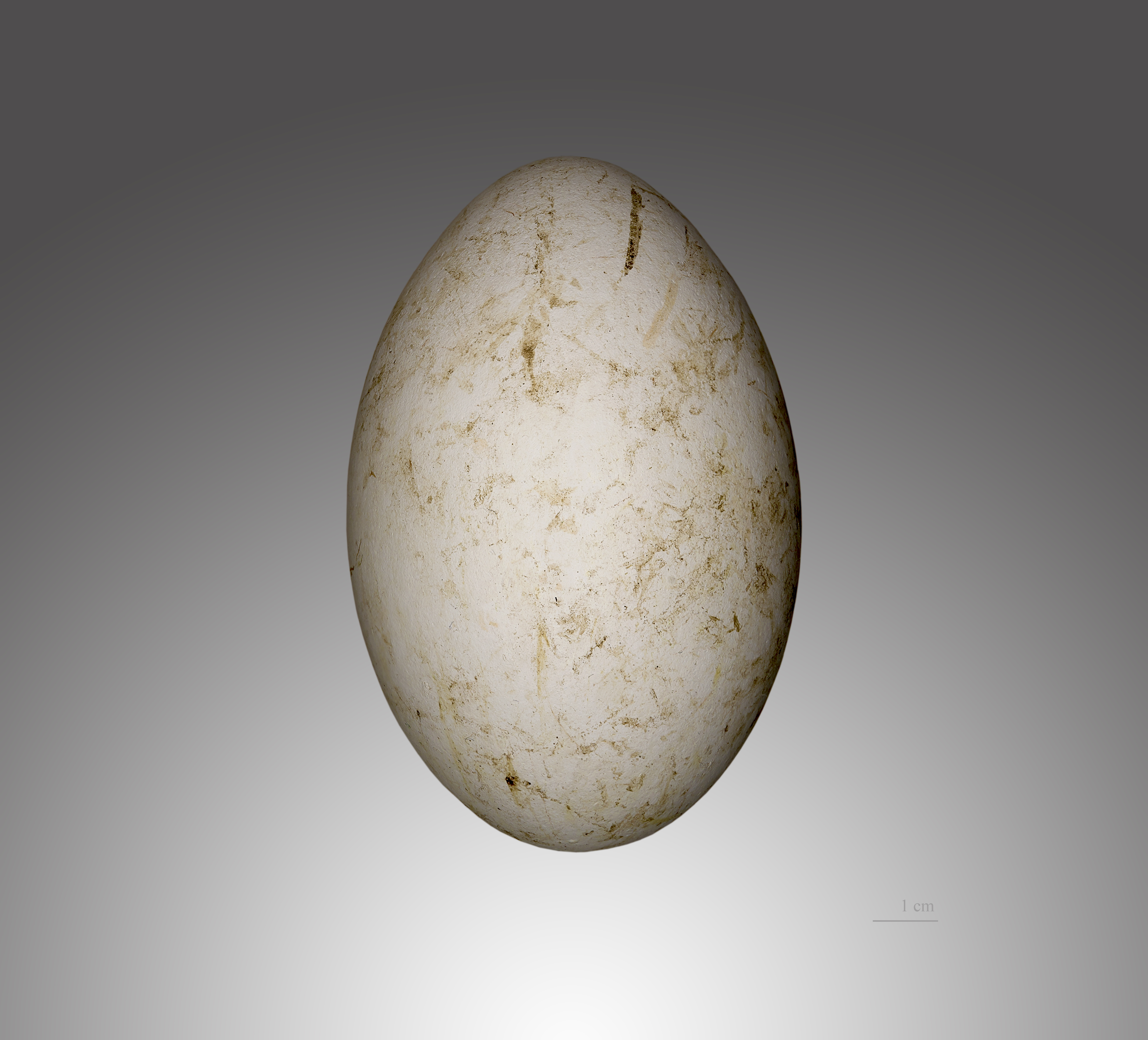
Gyps coprotheres

A fokföldi keselyű (Gyps coprotheres) a vágómadár-alakúak (Accipitriformes) rendjébe, ezen belül a vágómadárfélék (Aegypiinae) családjába tartozó faj.

## Előfordulása
Afrika déli részén, a Dél-afrikai Köztársaság, Mozambik, Lesotho, Botswana és Zimbabwe területén honos. Kóborlásai során eljut Angolába, a Kongói Demokratikus Köztársaságba és  Zambiába is.

## Megjelenése
Testhossza 95–115 centiméter, szárnyfesztávolsága 255 centiméter, testtömege pedig 7–11 kilogramm.

## Életmódja
Nappal aktív, ekkor keresi a levegőben körözve táplálékát. Röpte jellegzetes, felszálló légáramlatokat kihasználva, szinte szárnyverdesés nélküli keringés. Éles látásának köszönhetően nagy távolságokból képes rátalálni a táplálékául szolgáló elhullott állattetemekre.
|  |  |

## Szaporodása
Fészekalja 1 tojásból áll.